# Свято-Троицкий Николаевский монастырь (Горные Ключи)
Свято-Троицкий Николаевский монастырь — монастырь Владивостокской епархии Русской православной церкви, расположенный в Кировском районе Приморского края недалеко от села Шмаковка по дороге на посёлок городского типа Горные Ключи (к которому он административно и относится). Старейший на Дальнем Востоке мужской монастырь.

## История
Мысли о создании монастыря на месте современного Приморского края прозвучала 18 декабря 1862 года в послании Священному Синоду архиепископа Камчатского Иннокентия (Вениаминова) в епархиальном отчёте Святейшему Синоду. Архиепископ Иннокентий говорил о высокой нужде учреждения мужской общежительной обители. Однако сам архиепископ Иннокентий и Синод на тот момент понимали, что решение этой задачи будет в тот период крайне затруднительно.
Непосредственным инициатором начала строительства стал Сергей Михайлович Духовской, назначенный в 1893 году Приамурским генерал-губернатором и получивший личное разрешение императора Александра III устроить на Дальнем Востоке первый монастырь. Среди известных лиц, поддержавших идею о дальневосточном монастыре, были также обер-прокурор К. П. Победоносцев и митрополит Санкт-Петербургский Палладий (Раев). Правящий архиерей Камчатской епархии епископ Макарий (Дарский) получил от Святейшего Синода указание руководить устроением нового монастыря.
Настоятелем монастыря, который ещё предстояло построить, был назначен иеромонах Алексий (Осколков), двоюродный брат губернатора С. М. Духовского. Первой его задачей стало определение места, где должен быть построен монастырь. Поиск места начался в Хабаровске; в октябре 1893 года был выбран участок на одной из проток Амура при Петропавловском озере. Первые шесть месяцев 1894 года ушли на согласование всех вопросов по строительству обители. Наконец Святейший Синод 26 октября — 1 ноября 1894 года постановил учредить в пределах Камчатской епархии мужской монастырь под Хабаровском, вблизи Петропавловского озера. Монастырь получил статус епархиального и нештатного. Ему разрешалось иметь такое число братии, «какое обитель в состоянии будет содержать на свои средства».
После повторного осмотра комиссия признала этот участок малопригодным по качеству земли и затопляемости, а также из-за возможных конфликтов с местными жителями из-за рыбной ловли. В июне 1895 года иеромонах Алексий убедил администрацию губернии начать поиск другого места в Южно-Уссурийском крае.
Монастырь был открыт в 1895 году и сразу же стал одним из важнейших религиозных центров Дальнего Востока.
В 1908 году обитель получила в свою собственность типографию в дар от Л. П. Кожеурова — владельца газеты «Русский Восток» в г. Никольск-Уссурийске. Типография располагалась недалеко от монастыря в селе Авдеевка. Судя по архивным фотографиям, она была оснащена всем необходимым. Все работы по подготовке изданий к выпуску монахи выполняли сами. В 1909 года был налажен процесс выпуска миссионерских листков, брошюр, книг.
Монастырь стремительно развивался и к 1917 году монастырь претендовал на статус Лавры. Из четырёх храмов в годы гражданской войны два сожжены. Монастырь был окончательно закрыт в 1924 году. Вся территория, на которой располагалась обитель, была передана Дальневосточному военному округу.
В год столетия его основания Патриарх Московский и всея Руси Алексий II утвердил Указ Священного Синода Русской Православной Церкви от 22 февраля 1995 года: «Возобновить монашескую жизнь в Свято-Троицком мужском монастыре в посёлке Горные Ключи Владивостокской епархии». К тому времени монастырю был возвращён лишь полуразрушенный храм-часовня Преображения Господня и небольшой участок земли на вершине сопки рядом с часовней.
Ко времени восстановления монастыря вся его территория находилась в ведении Дальневосточного военного округа и на ней расположился Шмаковский военный санаторий. В собственности курорта оказались часть сохранившихся монастырских зданий: храм во имя Иверской иконы Божией Матери (2-й этаж превращен в клуб, 1-й в лечебный корпус); недостроенный в 1917 году храм-часовня Преображения Господня (стал смотровой площадкой санатория из-за своего выгодного географического расположения на вершине сопки); домик настоятеля (стал административным корпусом санатория); трапезная (теперь столовая курорта); келейный корпус (стал спортивным залом).